# Weißrüssel-Nasenbär
Der Weißrüssel-Nasenbär (Nasua narica) ist eine Raubtierart aus der Familie der Kleinbären (Procyonidae) und eine von drei Arten der Nasenbären. Die Tiere sind vom Süden der Vereinigten Staaten über Mexiko und Mittelamerika bis in das nördliche Kolumbien verbreitet.

## Merkmale

### Allgemeine Merkmale
Der Weißrüssel-Nasenbär erreicht eine Kopf-Rumpf-Länge von durchschnittlich 63 Zentimetern, eine Schwanzlänge von rund 50 Zentimetern und eine Gesamtlänge von 80 bis 130 Zentimetern. Die Hinterfußlänge beträgt 9,5 bis 12,2 Zentimeter, das Gewicht beträgt rund drei bis fünf Kilogramm. Er weist die für Nasenbären typische verlängerte, bewegliche Schnauze auf, die auf einem langgestreckten Kopf sitzt. Das Fell dieser Tiere ist meist graubraun mit einer silbrigen Tönung vor allem an den Armen gefärbt. Das Gesicht ist ebenfalls graubraun und besitzt ein weißes Band auf der Schnauze nahe der Nase. Über und unter dem Auge sowie auf den Wangen befindet sich jeweils ein weißer Fleck, wodurch sich die Art vom Südamerikanischen Nasenbären (Nasua nasua) und vom Bergnasenbären (Nasuella olivacea) unterscheidet. Auch an der Kehle und am Bauch gibt es weiß gefärbte Bereiche.
Die Füße sind dunkler als die Grundfärbung, fast schwarz, und besitzen nackte Sohlen, die Vorderfüße haben lange und gebogene Krallen. Die Tiere treten mit dem gesamten Fuß auf (plantigrad), die Vorderbeine sind etwas kürzer als die Hinterbeine. Der lange und nach hinten dünner werdende Schwanz ist geringelt, allerdings ist das Muster schwächer ausgeprägt als beim  Südamerikanischen Nasenbären; er wird beim Laufen erhoben getragen.

### Merkmale des Schädels
| 3 | · | 1 | · | 4 | · | 2 | = 40 |
| 3 | · | 1 | · | 4 | · | 2 | = 40 |

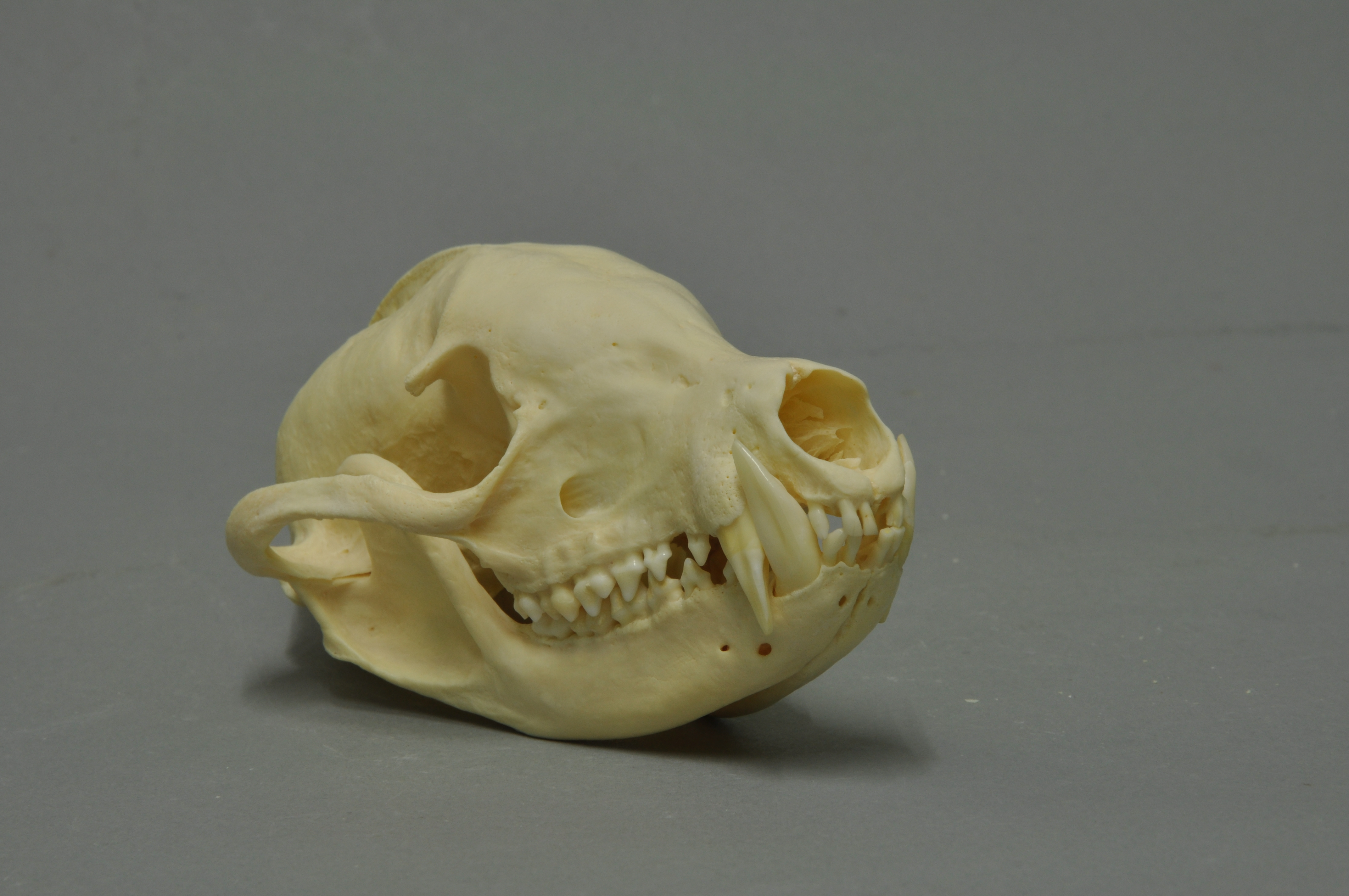
Schädel (Sammlung Museum Wiesbaden)

Der Schädel des Weißrüssel-Nasenbären hat eine Gesamtlänge von 10,7 bis 13,4 und eine maximale Breite von 5,0 bis 7,4 Zentimetern. Die Tiere besitzen wie alle Nasenbären im Oberkiefer und im Unterkiefer pro Hälfte je drei Schneidezähne (Incisivi), einen verlängerten Eckzahn (Caninus), vier Prämolaren und zwei Molaren. Insgesamt verfügen die Tiere damit über ein Gebiss aus 44 Zähnen. Die Backenzähne haben nur sehr flache Schmelzauflagen und sie sind kleiner als beim Bergnasenbär oder den Waschbären (Procyon). Die Schneiden der Eckzähne sind weniger hoch ausgeprägt und beim sich schließenden Maul gleiten die oberen und unteren Eckzähne aneinander vorbei und bleiben in Kontakt.

## Verbreitung und Lebensraum

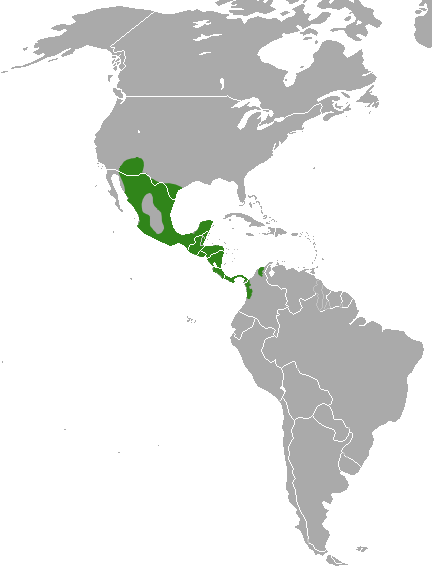
Verbreitungsgebiet

Der Weißrüssel-Nasenbär hat das nördlichste Verbreitungsgebiet der Nasenbär-Arten. Es reicht von den südlichen USA (Arizona, Texas und New Mexico) über Mexiko bis ins westliche Kolumbien.
Er findet sich am häufigsten in Wäldern, bewohnt dabei aber unterschiedliche Habitate, von tropischen Regenwäldern bis Gebirgswälder.

## Lebensweise

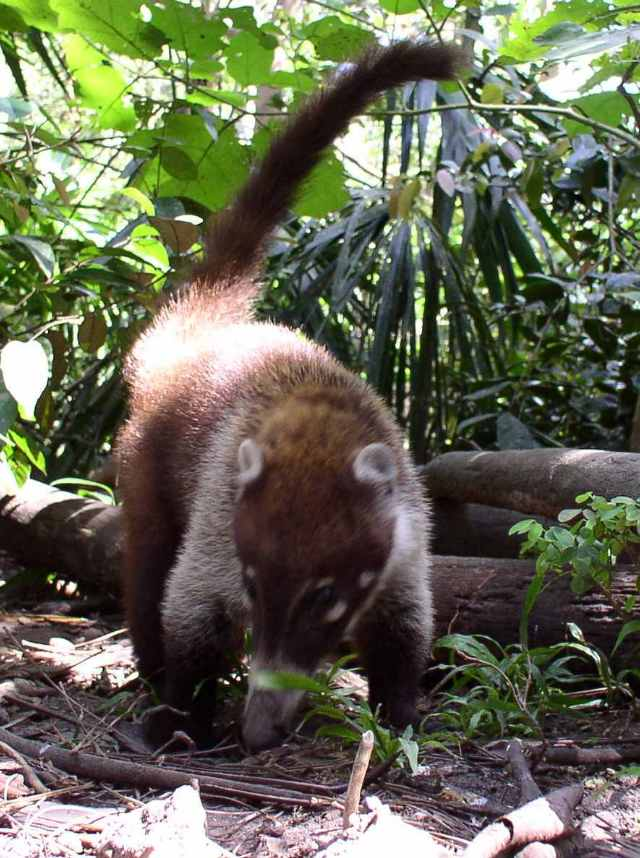
Weißrüssel-Nasenbär

Weißrüssel-Nasenbären leben sowohl auf den Bäumen als auch am Boden. Wenn sie sich am Boden fortbewegen, halten sie den Schwanz senkrecht nach oben, in den Bäumen dient er vorwiegend der Balance. Erwachsene Männchen sind manchmal nachtaktiv, in der Regel sind die Tiere im Gegensatz zu den meisten Kleinbären jedoch tagaktiv. Weibchen und Jungtiere leben in Gruppen von vier bis 20 Tieren, während Männchen Einzelgänger sind. Männliche Tiere sind territoriale Tiere, die ihre 70 bis 270 Hektar großen Reviere vehement gegen Geschlechtsgenossen verteidigen. Die Gruppen aus Weibchen und Jungtieren zeigen ein weniger ausgeprägtes Territorialverhalten.
Zu den natürlichen Feinden der Weißrüssel-Nasenbären zählen Katzen, Greifvögel und Riesenschlangen.

### Ernährung
Weißrüssel-Nasenbären sind Allesfresser, die sich aber vorwiegend von Insekten ernähren. Daneben gehören auch Spinnen, Skorpione, Krabben und kleine Wirbeltiere zu ihrer Nahrung, auch Früchte und anderes Pflanzenmaterial werden verzehrt.

### Fortpflanzung
Die Fortpflanzungszeit liegt im Februar oder März. Zu diesem Zeitpunkt erlaubt eine Gruppe einem Männchen, sich zu nähern. Dieses ordnet sich durch Fellpflege und anderes unterwürfiges Verhalten den Weibchen unter, danach paart es sich mit allen Tieren und wird anschließend wieder vertrieben.
Nach etwa 77 Tagen Tragzeit bringt ein Weibchen zwei bis sieben Junge zur Welt. Zur Geburt errichtet es ein Blätternest in den Bäumen und zieht sich aus der Gruppe zurück. Die Jungen sind anfangs blind und mit dunkelgrauem Flaum bedeckt. Sie werden mit vier Monaten entwöhnt, sind mit 15 Monaten ausgewachsen und erreichen mit rund zwei Jahren die Geschlechtsreife. Zu diesem Zeitpunkt werden die männlichen Jungtiere aus der Gruppe vertrieben. Nasenbären können bis zu 17 Jahre alt werden.

## Systematik
Der Weißrüssel-Nasenbär wird als eigenständige Art innerhalb der Gattung der Nasenbären (Nasua) eingeordnet, die aus drei Arten besteht. Die wissenschaftliche Erstbeschreibung stammt von Carl von Linné aus dem Jahr 1766, der ihn als [Viverra] narica in seiner 12. Auflage der Systam Naturae beschrieb. 1803 wurde die Art von Étienne Geoffroy Saint-Hilaire der 1780 von Gottlieb Conrad Christian Storr erstbeschriebenen Gattung Nasua zugeordnet.
Innerhalb der Art werden gemeinsam mit der Nominatform drei Unterarten unterschieden:
- Nasua narica molaris
- Nasua narica narica
- Nasua narica yucatanica

Der auf der Insel Cozumel lebende Nelson-Nasenbär (Nasua nelsoni, Syn.: Nasua narica nelsoni) wird teilweise ebenfalls als Unterart des Weißrüssel-Nasenbären betrachtet, teilweise jedoch auch als eigene Art mit umstrittenen Artstatus beschrieben.

## Status und Schutz
Der Weißrüssel-Nasenbär wird von der International Union for Conservation of Nature and Natural Resources (IUCN) als „nicht gefährdet“ (Least Concern, LC) eingestuft und die Bestände werden als stabil eingeschätzt. Begründet wird dies durch das relativ große Verbreitungsgebiet und das regelmäßige Vorkommen. Lokal ist die Art teilweise durch Lebensraumverluste und die Bejagung bedroht, allerdings sind die Rückgänge nicht so groß, dass die Art in ihren Beständen bedroht ist.
Von Menschen werden sie kaum gejagt, da sie keine Schäden auf Plantagen anrichten und ihr Fell wertlos ist. In den letzten Jahren haben sie ihr Verbreitungsgebiet nach Norden erweitern können.

## Belege
1. 1 2 3  R. Kays: White-nosed Coati, Nasua naruca. In: Don E. Wilson, Russell A. Mittermeier (Hrsg.): Handbook of the Mammals of the World. Volume 1: Carnivores. Lynx Edicions, Barcelona 2009, ISBN 978-84-96553-49-1, S. 527–528.
2. 1 2 3 4 5 6 7  Matthew E. Gompper: Nasua narica. Mammalian Species 587, 27. Juni 1995; S. 1–10. (Volltext)
3. 1 2 3 4 5  Jonathan Marceau: Nasua narica, white-nosed coati im Animal Diversity Net, 2001; abgerufen am 20. August 2017.
4. ↑  D. M. Decker: Systematics Of The Coatis, Genus Nasua (Mammalia, Procyonidae). In: Proceedings of The Biological Society of Washington, 1991, 104: 370-386. (Online (Memento vom 6. Oktober 2014 im Internet Archive))
5. ↑  Alfredo D. Cuarón, Miguel Angel Martínez-Morales, Katherine W. Mcfadden, David Valenzuela, Matthew E. Gompper: The status of dwarf carnivores on Cozumel Island, Mexico. Biodiversity & Conservation 13 (2), Februar 2004; S. 317–331. doi:10.1023/B:BIOC.0000006501.80472.cc, Volltext
6. 1 2  Nasua narica in der Roten Liste gefährdeter Arten der IUCN 2016. Eingestellt von: A.D. Cuarón, K. Helgen, F. Reid, J. Pino, J.F. González-Maya, 2015. Abgerufen am 20. August 2017.